# 施瓦本行政区
施瓦本行政区（德語：Schwaben）是德国巴伐利亚州的7个行政区之一，首府奥格斯堡。施瓦本行政区位于巴伐利亚州的西南部，北面与中弗兰肯行政区，东面与上巴伐利亚行政区，南面与奥地利的蒂罗尔州和福拉尔贝格州，西面与巴登-符腾堡州相邻。巴伐利亚州的施瓦本行政区只是施瓦本的一部分，因此也称“巴伐利亚-施瓦本”。

## 历史
巴伐利亚的施瓦本行政区，历史上是施瓦本公国的东部。13世纪中期，上巴伐利亚公爵路德维希二世支持其外甥施瓦本公爵康拉丁向教宗英诺森四世争夺西西里的王位，但康拉丁失败，并在1268年于那不勒斯被处决。康拉丁死后施瓦本被瓜分，于是路德维希二世继承了他外甥的一部分施瓦本的领地。1803年的《帝国代表重要决议》（Reichsdeputationshauptschluss）之后，巴伐利亚得到了施瓦本东部地区，国王路德维希一世使这部分地区与普法爾茨-諾伊堡一同属于巴伐利亚王国的施瓦本行政区。1945年林道被法国占领并管理，直到1955年才归还给巴伐利亚。1972年前施瓦本行政区的城市多瑙河畔诺伊堡被划到了上巴伐利亚行政区。

## 行政区划
施瓦本行政区下设4个非县辖城市：
1. 奥格斯堡市（Augsburg）
2. 考夫博伊伦市（Kaufbeuren）
3. 肯普滕市（Kempten）
4. 梅明根市（Memmingen）

施瓦本行政区下设10个县：
1. 艾夏赫-弗里德贝格县（Landkreis Aichach-Friedberg），首府艾夏赫（Aichach）
2. 奥格斯堡县（Landkreis Augsburg），首府奥格斯堡（Augsburg）
3. 多瑙河畔迪林根县（Landkreis Dillingen a. d. Donau），首府多瑙河畔迪林根（Dillingen a.d.Donau）
4. 多瑙-里斯县（Landkreis Donau-Ries），首府多瑙沃特（Donauwörth）
5. 金茨堡县（Landkreis Günzburg），首府金茨堡（Günzburg）
6. 博登湖畔林道县（Landkreis Lindau (Bodensee)），首府博登湖畔林道（Lindau (Bodensee)）
7. 新乌尔姆县（Landkreis Neu-Ulm），首府新乌尔姆（Neu-Ulm）
8. 上阿尔高县（Landkreis Oberallgäu），首府松特霍芬（Sonthofen）
9. 东阿尔高县（Landkreis Ostallgäu），首府马克特奥伯多夫（Marktoberdorf）
10. 下阿尔高县（Landkreis Unterallgäu），首府明德尔海姆（Mindelheim）